# Уразбекова, Лаура Сайкеновна
Лаура Сайкеновна Уразбекова (каз. Лаура Сәйкенқызы Оразбекова; 1 января 1949, село Шаульдер, Отрарский район, Южно-Казахстанская область, КазССР, СССР — 4 ноября 2017, Алма-Ата) — советская и казахская художница, живописец, искусствовед, кандидат искусствоведения (2005), заслуженный деятель Казахстана (2007).

## Биография
Родилась 1 января 1949 года в селе Шаульдер Южно-Казахстанской области. Казашка.
В 1971 году окончила химико-технологический факультет Томского политехнического института по специальности «инженер», «химик-кибернетик»;
В 1981 году окончила факультет истории и теории искусств Ленинградского института живописи, скульптуры и архитектуры им. И. Е. Репина Академии художеств РФ; в 1986 году аспирантуру НИИ при Академии художеств СССР.
С 1971 года — преподаватель по технологии живописи Алма-Атинского художественного училища;
С 1974 года — заведующая отделом современного прикладного искусства Республиканского музея декоративно-прикладного искусства Казахстана;
С 1976 года — зав.сектором современного прикладного искусства Государственного музея РК;
С 1987 года — научный сотрудник отдела изобразительного искусства Института литературы и искусства;
С 1991 года — директор галереи «Уласу-арт»;
С 2003 года — куратор журнала «Shahar Культура»;
С 2006 года — президент национальной секции РК Международной ассоциации критиков и искусствоведов (AICA) при ЮНЕСКО, член Государственной комиссии при Министерстве культуры РК по монументальному искусству, эксперт-искусствовед в комиссии акимата г. Астана по изобразительному искусству.
Умерла 4 ноября 2017 года.

## Творчество
В 1980 году принята в Союз художников СССР.
Кандидат искусствоведения (2005), тема кандидатской диссертации: «Трансформация традиционных искусств кочевников Евразии в формах современного изобразительного искусства»;
Участница международных конгрессов (гг. Париж, Осло, Вена, Тбилиси, Хельсинки, Лондон, Москва, Берлин, Токио и т. д.), научно-практических конференций по линии Академии художеств СССР, Академии наук РК, Академии художеств РК, Государственного музея искусств им. А. Кастеева, Музея Востока (г. Москва), Академии художеств Узбекистана, Союза художников СССР.
Реализатор ряда новых форм ландшафтно-экологического искусства в Казахстане: «Trees of Live» с участием известного скульптора Френсиса Карра (Англия), «Salt and Water» с участием идеолога радикального искусства Испании Валентина Фигаруса, «Katastrophics Kurdai» с участием Амандоса Аканаева и «Stones Letters» с участием Ботагоз Мурзалиевой, Марии Терезы Бегиристайн (Испания).
Работы находятся в частных коллекциях в США, Казахстане, Англии, Испании и др.
Автор книг, каталогов, альбомов (1982—1998), а также многочисленных печатных изданий по вопросам национального наследия пластических искусств и современных проблем изобразительного искусства Казахстана, опубликованных во всесоюзных изданиях «Творчество», «Декоративное искусство», «Искусство народов СССР», «Искусство», в международных журналах «Art Planet» и «New Letters» и др.
Работы экспонируются на отечественных и международных выставках (с 1996), выставлялись в отечественных и международных галереях, входят в фонды музеев РК.
Руководитель и автор фильма в компьютерном формате «Костры великих кочевий» (проект по линии ЮСАИД при поддержке Национальной комиссии по делам ЮНЕСКО, 2001). Руководитель проекта по линии Министерства культуры и информации РК «Комплекс мероприятий по проблемам изобразительного искусства» (2009).

## Семья
Отец — Уразбеков Сайкен Уразбекович, работал врачом.
Мать — Кожахметова Рашида Хасановна, заслуженный учитель Казахской ССР.
Муж — Аканаев, Амандос Атибекович, художник, заслуженный деятель искусств Казахстана, лауреат Государственной премии Республики Казахстан.

## Награды
- Гран-при Международного биеннале изобразительного искусства прикаспийских республик (г. Баку);
- Медаль «10 лет независимости Республики Казахстан» (2001);
- Лауреат премии по искусствознанию республиканского фестиваля «Астана-Байтерек-2005» (г. Астана 2005 года);
- 2007 (7 декабря) — почётное звание «Қазақстанның еңбек сіңірген қайраткері» (Заслуженный деятель Казахстана);[4]